# Harry Bates
Hiram Gilmore Bates III, detto Harry (Pittsburgh, 9 ottobre 1900 – 31 maggio 1981), è stato uno scrittore di fantascienza e curatore editoriale statunitense.
È conosciuto per avere scritto molti famosi racconti, tra cui Addio al padrone (1940) da cui è stato tratto il classico del cinema di fantascienza Ultimatum alla Terra (1951).
Scrisse anche con gli pseudonimi di Anthony Gilmore (assieme a Desmond W. Hall), H.G. Winter, A.R. Holmes.

## Biografia
Nato a Pittsburgh in Pennsylvania il 9 ottobre 1900 col nome di Hiram Gilmore Bates III, iniziò le sue attività nel 1930 scrivendo il suo primo racconto, The Hands of Aten, pubblicato nel 1931. Nel 1940 dopo The Experiment of Dr. Sarconi pubblicò Addio al padrone, la sua opera più importante. Tredici anni dopo scrisse la sua ultima storia, The Triggered Dimension, pubblicata nel dicembre del 1953 sulla rivista Science-Fiction Plus. Morì nel 1981 a 80 anni.
È stato il primo direttore della rivista pulp di fantascienza Astounding Stories, dal 1930 al 1933.

## Opere

### Romanzi
- Il falco degli spazi (Space Hawk, 1952), con Desmond W. Hall, con lo pseudonimo comune Anthony Gilmore; traduzione di Bruna del Bianco, Urania 36, Arnoldo Mondadori Editore, 1954
- Una questione di grandezza (A Matter of Size, 1934), romanzo breve; traduzione di Gabriella Pontiroli, in Avventure nel tempo e nello spazio, Grandi Opere Nord 5, Editrice Nord, 1979
- Il ritorno del falco (The Return of Space Hawk, 1942), romanzo breve; traduzione di Gianluigi Zuddas e Roberta Rambelli, in Il falco degli spazi, I Classici della Fantascienza 46, Libra Editrice, 1980